# Daniel Mateiko
Daniel Mateiko (* 4. August 1998 im Mount Elgon District) ist ein kenianischer Leichtathlet, der sich auf den Langstreckenlauf spezialisiert hat.

## Sportliche Laufbahn
Erste internationale Erfolge feierte Daniel Mateiko mit zwei dritten Plätzen bei den Halbmarathonläufen 2021 in Kopenhagen und Valencia. Im Jahr darauf belegte er bei den Weltmeisterschaften in Eugene in 27:33,57 min den achten Platz über 10.000 Meter. 2024 siegte er in 58:45 min beim RAK-Halbmarathon und siegte im Mai in 26:50,81 min über 10.000 Meter beim Prefontaine Classic. Über diese Distanz startete er im August bei den Olympischen Sommerspielen in Paris und belegte dort in 26:50,83 min den elften Platz.

## Persönliche Bestzeiten
- 5000 Meter: 13:13,45 min, 7. Mai 2022 in Nairobi
- 10.000 Meter: 26:50,81 min, 25. Mai 2024 in Eugene
- Halbmarathon: 58:26 min, 24. Oktober 2021 in Valencia